# Laneuville (Libramont-Chevigny)
Pour les articles homonymes, voir Laneuville.
Laneuville est un village de la commune belge de Libramont-Chevigny située en Région wallonne dans la province de Luxembourg. Il fait partie de la section de Sainte-Marie-Chevigny.

## Géographie
Laneuville est situé à environ 8,6 km au sud de Libramont à une altitude 496 m.

## Galerie

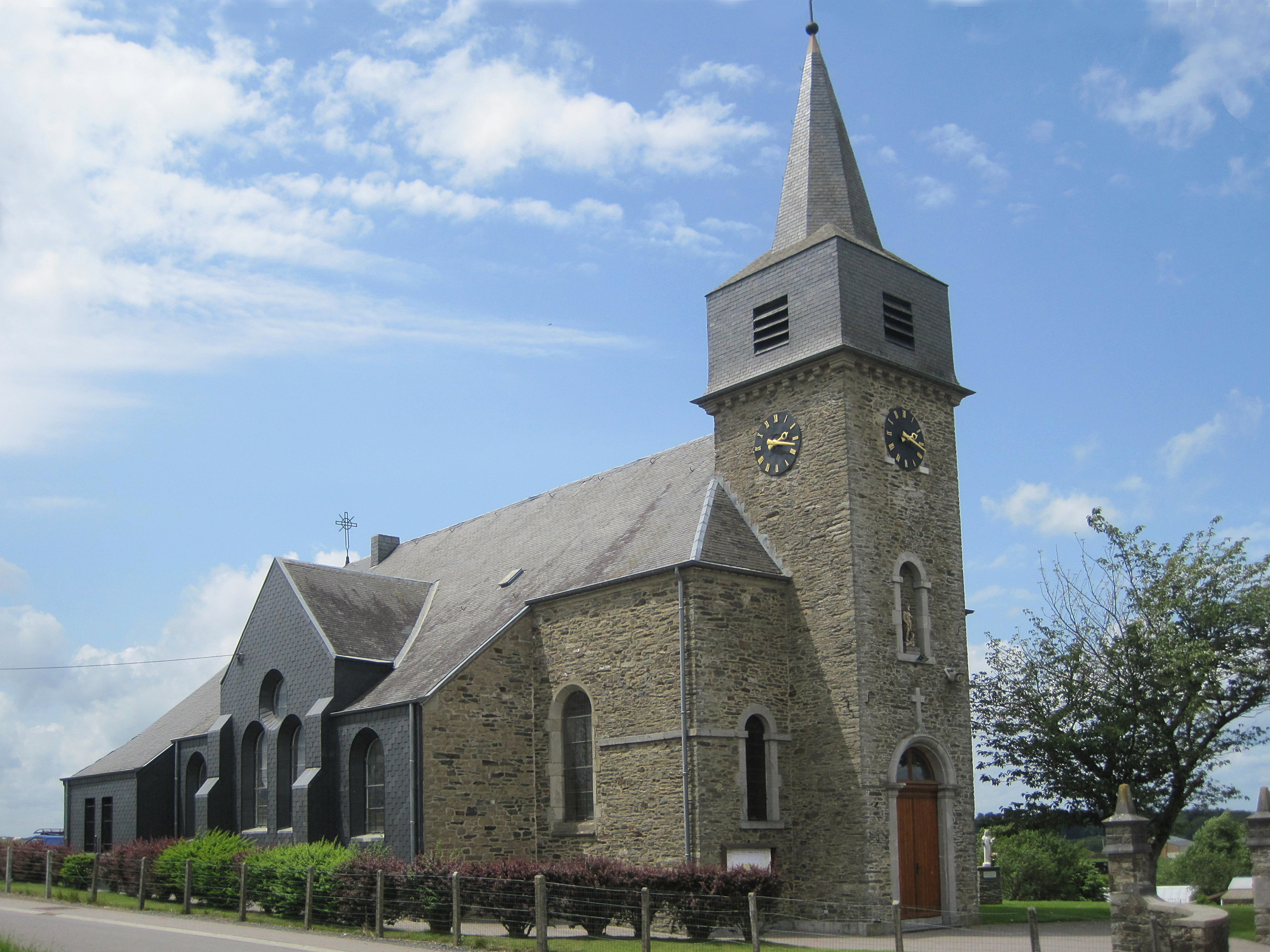
L'église Saint-Roch (1931).
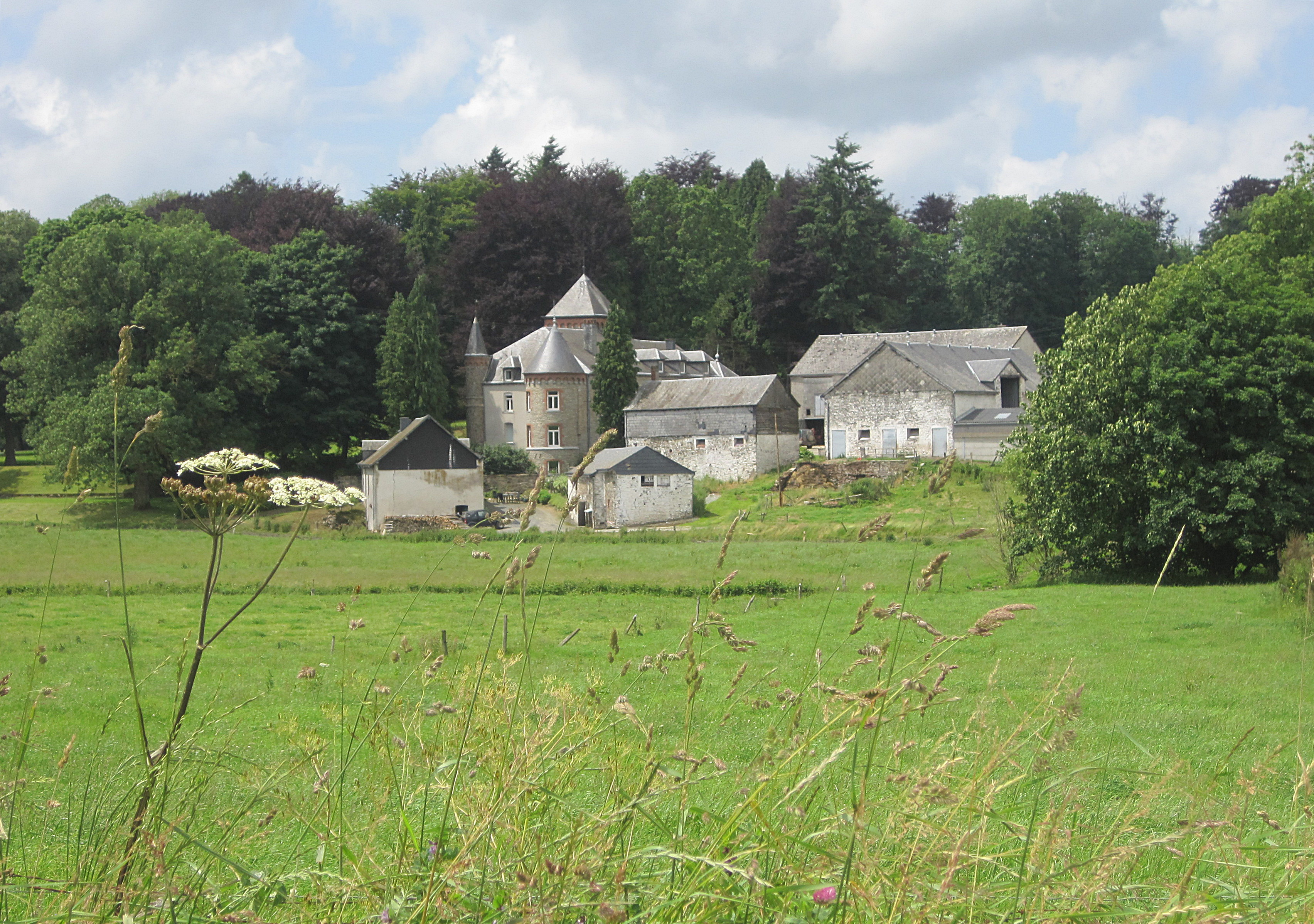
Le château et le moulin de Remaux.